# Аттендорн
Аттендорн (нем. Attendorn) — город в Германии, в земле Северный Рейн-Вестфалия.
Подчинён административному округу Арнсберг. Входит в состав района Ольпе.  Население составляет 24 693 человека (на 31 декабря 2010 года). Занимает площадь 97,86 км². Официальный код  —  05 9 66 004.

## Население

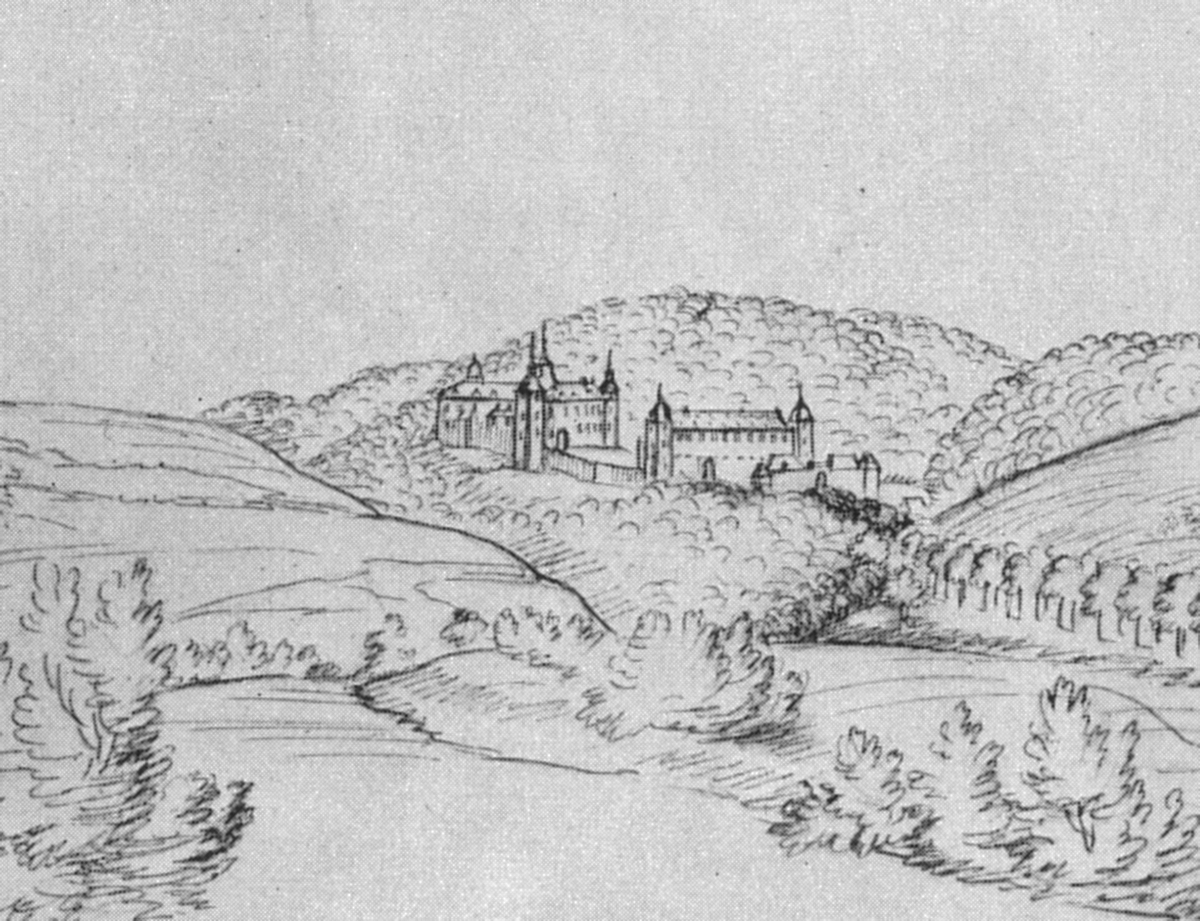
Аттендорн, крепость Шелленберг

| Год  | Население |
| ---- | --------- |
| 1995 | 23 632    |
| 2000 | 24 267    |
| 2005 | 24 836    |
| 2010 | 24 780    |

## Достопримечательности
- Замок Шнелленберг

## Экономика
- Mubea- производитель автомобильных компонентов.